# Neosymydobius neomexicanus
Neosymydobius neomexicanus är en insektsart. Neosymydobius neomexicanus ingår i släktet Neosymydobius och familjen långrörsbladlöss. Inga underarter finns listade i Catalogue of Life.